# Clásica de San Sebastián 2009
La 29º edición de la Clásica de San Sebastián se disputó el sábado 1 de agosto de 2009, por un circuito por la provincia de Guipúzcoa con inicio y final en San Sebastián, sobre un trazado de 237 km.
La prueba perteneció al UCI ProTour 2009.
Participaron 20 equipos: los 18 de categoría UCI ProTeam (al ser obligada su participación); más 2 de categoría Profesional Continental mediante invitación de la organización (Cervélo Test Team y Contentpolis-AMPO).
La prueba estuvo marcada por la intensa lluvia caída en la parte final de la carrera y que produjo numerosas caídas, entre ellas la del ganador, aunque sin consecuencias graves.
El ganador de la carrera fue Carlos Barredo al imponerse en el sprint a su compañero de fuga: Roman Kreuziger; Barredo fraguó su victoria al marcharse del pelotón, acompañado de Luis León Sánchez, en el último puerto, el Alto de Arkale (de segunda categoría), en el que poco después se les unió un grupo con Kim Kirchen y Roman Kreuziger entre otros y ya al entrar en San Sebastián Kreuziger lanzó un ataque al que respondió Barredo logrando superar al Roman en la recta de meta. 5 años después Barredo fue desclasificado como consecuencia de "irregularidades en su pasaporte biológico" (ver sección Desclasificación de Carlos Barredo) por lo que el ganador final fue Kreuziger. Completaron el podio Mickaël Delage y Peter Velits (finalmente tercero), respectivamente, al encabezar al sprint el pelotón que en el último kilómetro cazó al grupo perseguidor. 
En las clasificaciones secundarias se impusieron Yevgeni Petrov (montaña), Gorka Izagirre (metas volantes), Quick Step (equipos) y Rubén Pérez (licencia vasco-navarra).

## Clasificación final
| Posición | Ciclista          | Equipo            | Tiempo          |
| -------- | ----------------- | ----------------- | --------------- |
| 1.       | Roman Kreuziger   | Liquigas          | 5 h 37 min 00 s |
| 2.       | Mickaël Delage    | Silence-Lotto     | a 7 s           |
| 3.       | Peter Velits      | Milram            | m.t.            |
| 4.       | Ryder Hesjedal    | Garmin-Slipstream | m.t.            |
| 5.       | Filippo Pozzato   | Katusha           | m.t.            |
| 6.       | Christophe Riblon | Ag2r-La Mondiale  | m.t.            |
| 7.       | Serguéi Ivanov    | Katusha           | m.t.            |
| 8.       | Rubén Pérez       | Euskaltel-Euskadi | m.t.            |
| 9.       | Marco Pinotti     | Columbia-HTC      | m.t.            |

## Descalificación de Carlos Barredo
El 12 de julio de 2014, la Unión Ciclista Internacional hizo pública la sanción a Carlos Barredo por "irregularidades en su pasaporte biológico".
Por lo tanto, oficialmente Barredo fue descalifificado de la carrera española, de la que en principio fue el ganador, con la indicación "0 DSQ" (descalificado), aunque indicando su tiempo final. Su exclusión supuso que los corredores que quedaron por detrás de él (hasta el 21º) subiesen un puesto en la clasificación, quedando vacante la vigesimoprimera posición. Ello repercutió sólo en la clasificación por equipos, como suele ser habitual en estos casos de expulsión de corredores.
Esta sanción no tuvo incidencia en el UCI World Ranking debido a que la temporada ya había finalizado cuando se decidió la sanción.